# Копьев, Сергей Петрович
Сергей Петрович Копьев (1821—1893) — генерал от инфантерии, член Военного совета Российской империи.

## Биография
Происходил из потомственных дворян Санкт-Петербургской губернии, родился 14 (26) июня 1821 года — сын генерал-майора П. М. Копьева
Образование получил в Павловском кадетском корпусе, из которого выпущен 19 мая 1839 года прапорщиком в лейб-гвардии Волынский полк. В том же году успешно сдал вступительные экзамены в Императорскую военную академию. 14 апреля 1840 года за успехи в науках произведён в подпоручики, а в следующем году, по окончании академического курса, причислен к Генеральному штабу.
В феврале 1842 года назначен на службу в 3-й пехотный корпус младшим офицером в 9-ю пехотную дивизию; 19 апреля произведён в поручики. С 14 января по 28 февраля 1843 года состоял при штабе 3-го пехотного корпуса, а потом был переведён в Генеральный штаб штабс-капитаном, с назначением дивизионным квартирмейстером 7-й пехотной дивизии. 7 апреля 1846 года произведён в капитаны.
Во время Венгерской кампании 1849 года, находясь в отряде генерал-адъютанта Панютина, участвовал 9 июня в сражении при селе Перед и за оказанное отличие награждён чином подполковника и от австрийского императора орденом Леопольда 3-й степени. Затем участвовал в делах при селении Ач, под Коморном, при Сегедине, Темешваре и других делах и сражениях с венгерскими повстанцами, заслужив новые награды — ордена св. Владимира 4-й степени с мечами и бантом и св. Анны 2 степени с мечами.
По окончании кампании, 9 апреля 1850 года назначен дивизионным квартирмейстером 4-й пехотной дивизии. В это же время им составлено было военно-статистическое обозрение Радомской губернии, за которое был удостоен Высочайшего благоволения; сочиение это было напечатано отельным томом в «Военно-статистическом обозрении Российской империи». 24 мая 1851 года назначен для особых поручений в распоряжение начальника Главного штаба и генерал-квартирмейстера армии, а 7 апреля 1854 года с открытием военных действий в Крыму получил назначение на должность обер-квартирмейстера 2-го пехотного корпуса. В 1855 году участвовал в сражении при Чёрной речке и в обороне Севастополя, находясь сначала на Северной стороне, а потом на 5-м бастионе; 28 ноября за отличие произведён в полковники (со старшинством от 4 августа), с утверждением в должности обер-квартирмейстера.
5 июня 1862 года назначен для особых поручений к командиру Отдельного Оренбургского корпуса и 30 августа произведён в генерал-майоры. С 1 августа 1863 года исправлял должность окружного генерала 12-го округа внутренней стражи, а по преобразовании округов внутренней стражи в окружные местные войска, 13 августа 1864 года утверждён начальником местных войск Оренбургского военного округа.
7 октября 1866 года назначен начальником местных войск и инспектором госпиталей Киевского военного округа. 30 августа 1870 года за отличие произведён в генерал-лейтенанты. В последней должности Копьев состоял более 12 лет, в течение которых неустанно заботился об улучшении помещения для местных войск и особенно много трудов выпало на его долю во время русско-турецкой войны 1877—1878 годов по формированию госпиталей для больных и раненых, эвакуированных с театра войны.
13 января 1879 года назначен членом Главного военно-тюремного комитета, с отчислением от занимаемой должности, а по упразднении комитета, с 7 марта 1884 года состоял в распоряжении военного министра. 6 мая 1884 года произведен в генералы от инфантерии.
3 мая 1889 года назначен членом Военного совета и в этом же году, 19 мая, праздновал свой пятидесятилетний юбилей службы в офицерских чинах, в честь чего император Александр III пожалован Копьеву алмазные знаки ордена Св. Александра Невского.
Скончался 11 (23) февраля 1893 года в Санкт-Петербурге, похоронен на кладбище Воскресенского Новодевичьего монастыря.

## Награды
- Орден Святого Владимира 4-й степени с мечами и бантом (1849 год)
- Орден Святой Анны 2-й степени с мечами (1849 год, императорская корона к этому ордену пожалована в 1851 году)
- Орден Святого Владимира 3-й степени с мечами (1860 год)
- Орден Святого Станислава 1-й степени (1864 год)
- Орден Святой Анны 1-й степени (1867 год, императорская корона к этому ордену пожалована в 1869 году)
- Орден Святого Владимира 2-й степени (1873 год)
- Орден Белого орла (1876 год)
- Орден Святого Александра Невского (30 августа 1882 года, алмазные знаки к этому ордену пожалованы 19 мая 1889 года)
- Австрийский орден Леопольда 2-й степени (1849 год)
- Австрийский орден Железной короны 2-й степени (1852 год)
- Прусский орден Красного орла 3-й степени (1860 год)